# El duende flamenco
Albums de Paco de Lucía
Recital de guitarra
(1971) Fuente y caudal
(1973)
El duende flamenco est un album du guitariste de flamenco Paco de Lucía publié en 1972.

## Titres
Toute la musique est composée par Paco de Lucía.
| No  | Titre                 | Durée |
| --- | --------------------- | ----- |
| 1.  | Percusión Flamenca    | 3:41  |
| 2.  | Barrio la Viña        | 3:25  |
| 3.  | Doblan Campanas       | 5:44  |
| 4.  | Farruca de Lucía      | 4:35  |
| 5.  | Tientos del Mentidero | 3:27  |
| 6.  | Farolillo de Feria    | 4:05  |
| 7.  | De Madrugadá          | 3:10  |
| 8.  | Cuando Canta el Gallo | 3:48  |
| 9.  | Punta del Faro        | 3:57  |
| 10. | Canastera             | 4:09  |

## Musiciens
- Paco de Lucía : guitare